# 命運交叉路
《命運交叉路》，2016年八大電視推理劇，天合傳播製作，霍正奇、莫棠予、周明增領銜主演。2016年5月開鏡，9月29日殺青。八大第一台於8月6日上檔。首度以靈異情節的黑色喜劇呈現。以一單元故事一集完結為主，每個單元故事都會與郝正強 (霍正奇 飾) 和萬小艾 (莫棠予 飾) 兩人有所關連，並串連起整個戲劇。

## 播出時間

### 首播
| 頻道       | 所在地   | 播映日期        | 播出時間                 |
| ---------- | -------- | --------------- | ------------------------ |
| 八大第一台 | 臺灣     | 2016年11月5日起 | 每週六 10:00-12:00       |
| NTV7       | 马来西亚 | 2016年11月30日  | 每週一至週五 20:30-21:30 |

### 重播
| 頻道       | 所在地   | 播映日期        | 播出時間                  |
| ---------- | -------- | --------------- | ------------------------- |
| 八大戲劇台 | 臺灣     |                 |                           |
| 八大戲劇台 | 臺灣     | 2016年11月6日起 | 每週六 08:00-10:00        |
| 八大第一台 | 臺灣     | 2016年11月5日起 | 每週日 10:00-12:00        |
| 八度空间   | 马来西亚 | 2018年10月4日   | 每周一至周五 11:30－12:30 |

## 故事大綱
「貪嗔痴愛妒悔恨」在上天賜予人類的七宗罪裡，當人們因貪婪、懦弱甚至弱肉強食的動物本能鑄成大錯而喪生時，面臨第二次得以重生的抉擇，潛藏在刑案後的善念與嗔惡，是否會讓這些遺憾而終的生命重回人間後，那些曾鑄下大錯的犯案中人，又將會做出何種令人瞠目結舌的驚人抉擇！？ 
一間位於陰陽交界之地，有著掌控人類未生與將死片刻能力的「命運古物店」，一位是具有通靈能力的超能力少女店主「萬小艾」，一位是面臨倒閉危機的徵信社社長郝正強，倆人穿梭在各類轟動一時的社會刑案中，探討刑案背後不為人知的潛在危機與背景因素。 
傳說楔子：在人生命運的路口，有一間開在陰陽交界地帶的古物店，專收陰陽兩界的委託。只要你拿出的東西能比古董秤盤上的羽毛重，你就能擁有一次扭轉命運、起死回生的機會！你準備好跟命運做交易了嗎？

## 演員陣容

### 主要角色
| 演員   | 角色   | 介紹                                                   |
| 霍正奇 | 郝正強 | 本劇男主角，「好強徵信社」創辦者，喜好偵探小說         |
| 莫棠予 | 萬小艾 | 本劇女主角，「命運古物店」第八十九代店主，陰年陰月出生 |
| 周明增 | 萬三里 | 「命運古物店」店主，萬小艾的太祖                       |

### 第一單元：妻子的秘密
- 林安迪 飾 王龍祥
- 彭曉彤 飾 陳純真
- 安定亞 飾 傑　森
- 陳博昱 飾 王凱凱/陳凱凱
- 林紹霆 飾 學　弟

### 第二單元：現代羅密歐
- 陳玉玫 飾 吳貴美
- 吳迦樂 飾 吳珊珊
- 丁力祺 飾 劉其偉

### 第三單元：眼見不為憑
- 章家瑄 飾 林玉鳳
- 蔡阿炮 飾 吳家慶
- 黃彩庭 飾 吳文傑/林文傑
- 周辰達 飾 洪仲輝
- 周又珈 飾 王惠雯

### 第四單元：魔鬼的交易
- 喬子齊 飾 齊　真
- 洪瑞霞 飾 蕭詠華
- 詹登麟 飾 谷若為
- 江泳錡 飾 方晴雪
- 郭逸芳 飾 孫奕藍
- 林義芳 飾 蔣　力
- 張煥麟 飾 阿　泉
- 四　方 飾 線　民

### 第五單元：一路順風
- 唐　豐 飾 孟瑞智
- 傅天穎 飾 王湘琪
- 薛宇廷 飾 張易峰
- 王韻婷 飾 高玉華
- 陳博昱 飾 陳小寶

### 第六單元：陰陽蝶
- 安祐德 飾 安德烈
- 鍾　琪 飾 曾倩如
- 潘為志 飾 小　金

### 第七單元：白骨疑雲
- 黃玉榮 飾 蔡振邦
- 楊恩緹 飾 邱曉凡/余蓓莉
- 張東晴 飾 余蓓莉
- 陳慧娥 飾 李秋美

### 第八單元：出賣靈魂的女人
- 朱國宏 飾 趙家典
- 岳　庭 飾 張書瑤
- 梁　榕 飾 趙曉靜
- 陳清達 飾 賀名添

### 第九單元：魯蛇的錢途
- 鄭　奕 飾 黃建義
- 吳秀珠 飾 鄭美滿
- 劉　奕 飾 鄧英雄
- 常立琳 飾 姚安娜

### 第十單元：風水師的女兒
- 許鈞鈞 飾 李天美
- 龍天翔 飾 李金龍/金龍師
- 王　秀 飾 陳鳳珠
- 黃　鎮 飾 吳智仁

### 第十一單元：別惹女人
- 潘逸安 飾 吳尚謙
- 吳珈瑋 飾 周鈺雯
- 賴培恩 飾 陳蕎怡
- 吳佩凌 飾 林心芯
- 蔡瀞瑢 飾 趙芝星

### 第十二單元：非法正義
- 安定亞 飾 孫永富
- 高允漢 飾 陳建輝
- 應采靈 飾 建輝母
- 黃子悅 飾 惠　卿

### 第十三單元：夜店驚魂
- 王岳豐 飾 林信達
- 黃露瑤 飾 陳文瑤
- 林融皓 飾 李麥可
- 官家宇 飾 龍　哥

## 命運古物店道具
- 靈魂輪迴鎖：命運古物店店長交接物，需成交100件交易才能拔下來，號稱有陰陽生死任我瞧，古今魂魄無遁逃的功能
- 天秤：交易時使用，只要交易物比羽毛還要重，就達成交易
- 猴子娃娃：歡迎客人使用，偶爾會吐槽，第二集曾使用當監視器拍下案件發生過程
- 天干地支錶：以天干地支計時，倒數交易人時間使用
- 灰色圓石：可紀錄、觀看當事人事件發生過程
- 移魂靈丹：可調換靈魂，吃了藥丸者會記得交換靈魂時發生的記憶，另一交換者得到的副作用是有片段記憶殘留

## 電視劇歌曲
| 曲別   | 歌名   | 演唱者 | 作詞   | 作曲   |
| 片頭曲 | 一夜香 | 徐紫淇 | 張燕清 | 張燕清 |
| 片尾曲 | 路     | 徐紫淇 | 黃玟瑛 | 周心願 |

## 製作團隊
- 導演：黃有成、王重光、林鷹、張家政
- 編劇統籌：鄭堃益
- 單元編劇：張芳瑛、蘇信逸、林旻俊、蘇大逸、林玉娟、鄭悅心
- 攝影師：陳燈輝
- 製作人：林美玉、林泓芫
- 製作公司：天合傳播事業有限公司

## 收視率

### 八大週六首播收視率
| 播出日期       | 集數 | 單元名         | 平均收視 | 排名 | 備註               |
| -------------- | ---- | -------------- | -------- | ---- | ------------------ |
| 2016年8月6日   | 1    | 妻子的秘密     | 0.55     |      | 2016年11月5日重播  |
| 2016年8月13日  | 2    | 現代羅密歐     | 0.73     |      | 2016年11月12日重播 |
| 2016年8月20日  | 3    | 眼見不為憑     | 0.62     |      | 2016年11月19日重播 |
| 2016年8月27日  | 4    | 魔鬼的交易     | 0.64     |      | 2016年11月26日重播 |
| 2016年9月3日   | 5    | 一路順風       | 0.84     |      | 2016年12月3日重播  |
| 2016年9月10日  | 6    | 陰陽蝶         | 0.51     |      | 2016年12月10日重播 |
| 2016年9月17日  | 7    | 白骨疑雲       | 0.57     |      | 2016年12月17日重播 |
| 2016年9月24日  | 8    | 出賣靈魂的女人 | 0.76     |      | 2016年12月24日重播 |
| 2016年10月1日  | 9    | 魯蛇的錢途     | 0.74     |      | 2016年12月31日重播 |
| 2016年10月8日  | 10   | 風水師的女兒   | 0.71     |      | 2017年1月7日重播   |
| 2016年10月15日 | 11   | 別惹女人       | 0.78     |      | 2017年1月14日重播  |
| 2016年10月22日 | 12   | 非法正義       | 0.90     |      | 2017年1月21日重播  |
| 2016年10月29日 | 13   | 夜店驚魂       | 0.89     |      | 2017年2月3日重播   |
| 平均收視率     |      |                |          |      |                    |

- 由AC尼尔森調查，調查範圍是四歲以上收看電視之觀眾。
- 2016年11月5日起重播命運交叉路，但2017年1月28日適逢農曆春節假期，故第13集重播延後至2017年2月3日。

## 拍攝場景

### 彰化縣
- 八卦山
- 彰化縣立彰化藝術高級中學
- 泰和公園
- 新彰數位有線電視
- 衛生福利部彰化醫院
- 彰化縣立和美高級中學[5]

### 新北市
- 板橋區
- 中山國小

## 電視節目的變遷
- 台娛百科上的相关条目：命運交叉路
- 官方网站－八大[永久]

| 中華民國 八大第一台 每週六 10:00 - 12:00          | 中華民國 八大第一台 每週六 10:00 - 12:00           | 中華民國 八大第一台 每週六 10:00 - 12:00 |
| ------------------------------------------------- | -------------------------------------------------- | ---------------------------------------- |
|                                                   | 命運交叉路 （2016年8月6日－2016年10月29日）        |                                          |
| 紫色大稻埕 （2016年3月5日－2016年7月30日）        | 命運交叉路（重播） （2016年11月5日－2017年2月3日） |                                          |
| 每週日 10:00 - 12:00                              |                                                    |                                          |
| 戲說台灣（重播） （2017年4月30日 - 2017年7月8日） | 命運交叉路（重播） （2017年7月9日- ）              | 待查                                     |

| 马来西亚 NTV7 每週一至週五 20:30 - 21:30           | 马来西亚 NTV7 每週一至週五 20:30 - 21:30          | 马来西亚 NTV7 每週一至週五 20:30 - 21:30 |
| -------------------------------------------------- | ------------------------------------------------- | ---------------------------------------- |
|                                                    | 命運交叉路(首播) （2016年11月30日－2017年1月4日） |                                          |
| 戲說台灣(精華篇) （2016年9月21日－2016年11月29日） | 阿母 （2017年1月5日—2017年2月）                   |                                          |

| 马来西亚 八度空间 福建好康头 每週一至週五 11:30 - 12:30 | 马来西亚 八度空间 福建好康头 每週一至週五 11:30 - 12:30 | 马来西亚 八度空间 福建好康头 每週一至週五 11:30 - 12:30 |
| ------------------------------------------------------- | ------------------------------------------------------- | ------------------------------------------------------- |
|                                                         | 命运交叉路 （2018年10月4日– 2018年11月8日）             |                                                         |
| 龙飞凤舞 （2017年6月21日－2018年10月3日）               | 戲說台灣（重播） （2018年11月9日－2019年4月8日）        |                                                         |